# Amin Hossein Rahimi
Amin Hossein Rahimi (Malayer, 1968) è un politico iraniano, Ministro della giustizia nel governo Raisi.